# Catedrala Schimbarea la Față din Odesa
Catedrala Schimbarea la Față din Odesa este o catedrală ortodoxă din Odesa, Ucraina, dedicată Schimbării la Față a Mântuitorului. Lăcașul aparține Bisericii Ortodoxe Ucrainene (Patriarhia Moscovei). 
Prima și cea mai importantă biserică din orașul Odesa, catedrala a fost fondată în 1794 de Gavril Bănulescu-Bodoni. Construcția a rămas cu câțiva ani în urma datei finalizării, iar nou-numitul guvernator al Novorusiei, Armand-Emmanuel de Vignerot du Plessis, Duc de Richelieu, l-a angajat pe arhitectul italian Francesco Frappoli pentru completarea edificiului. 
Catedrala a fost desemnată biserica principală a Novorusiei în 1808 și a fost extinsă continuu pe tot parcursul secolului XIX. Turnul de clopotniță a fost construit între anii 1825 și 1837, iar refectoria care a legat-o de biserica principală câțiva ani mai târziu. Interiorul era căptușit cu marmură policromă, iar iconostasul era și din marmură. 
Mai multe biserici din regiune, inclusiv Catedrala Mitropolitană din Chișinău, au fost construite după modelul catedralei din Odesa. Catedrala a fost locul de înmormântare a episcopilor din Taurida (inclusiv Sfântul Inocențiu din Kherson) și prințul Mihail Semyonovici Vorontsov, celebrul guvernator al Novorusiei. 
Structura originală a fost demolată de sovietici în 1936. A fost reconstruită începând cu 1999. Noua catedrală a fost sfințită în 2003. Rămășițele lui Voronțov și ale soției sale au fost apoi îngropate în catedrală. În piața catedralei există o statuie a sa. Clopotele catedralei sunt controlate de un dispozitiv electronic capabil să redea 99 de melodii. 
În timpul invaziei Rusiei în Ucraina catedrala a fost lovită de un obuz în noaptea de 23 iulie 2023.

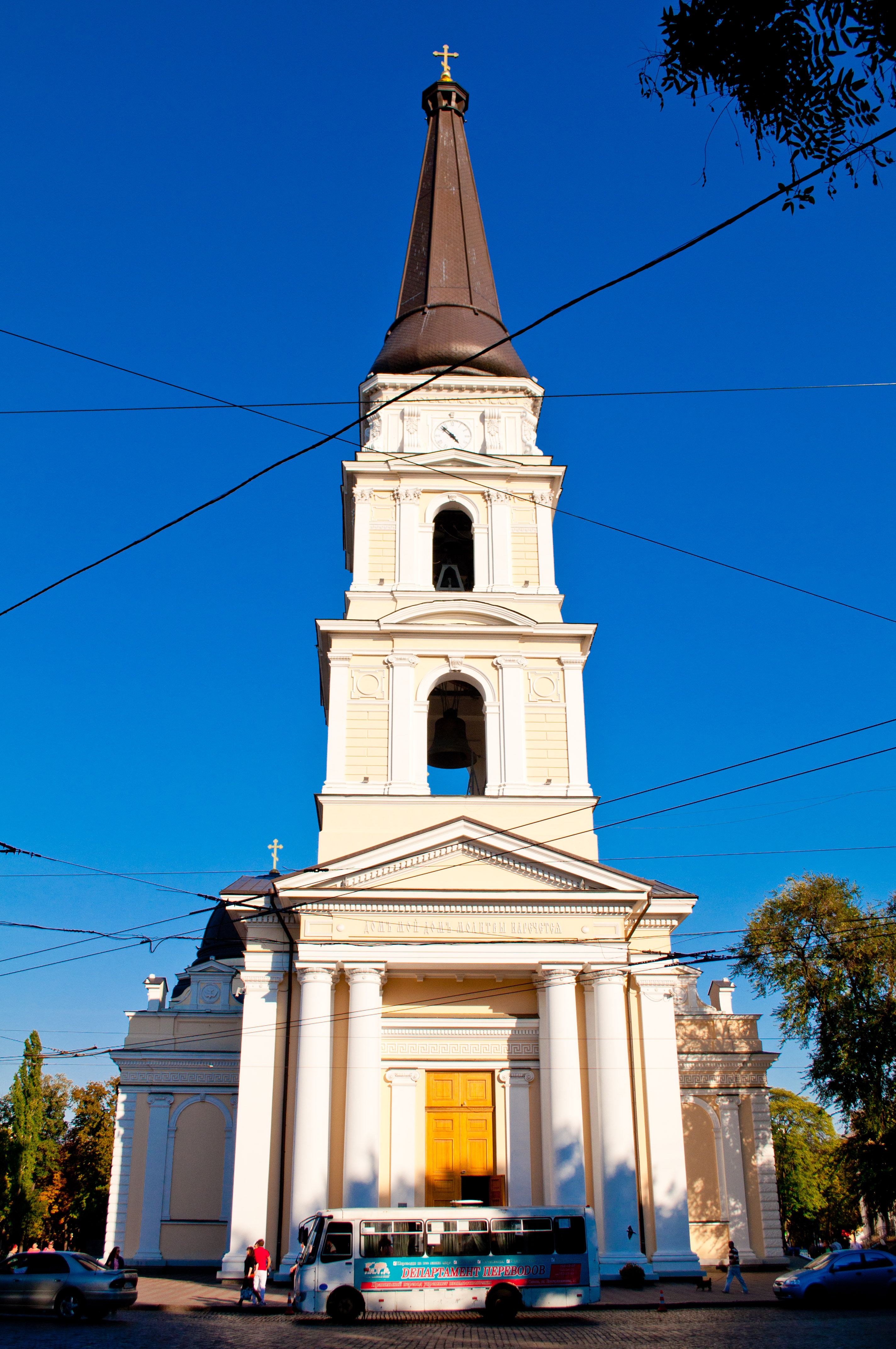
Clopotnița și intrarea principală
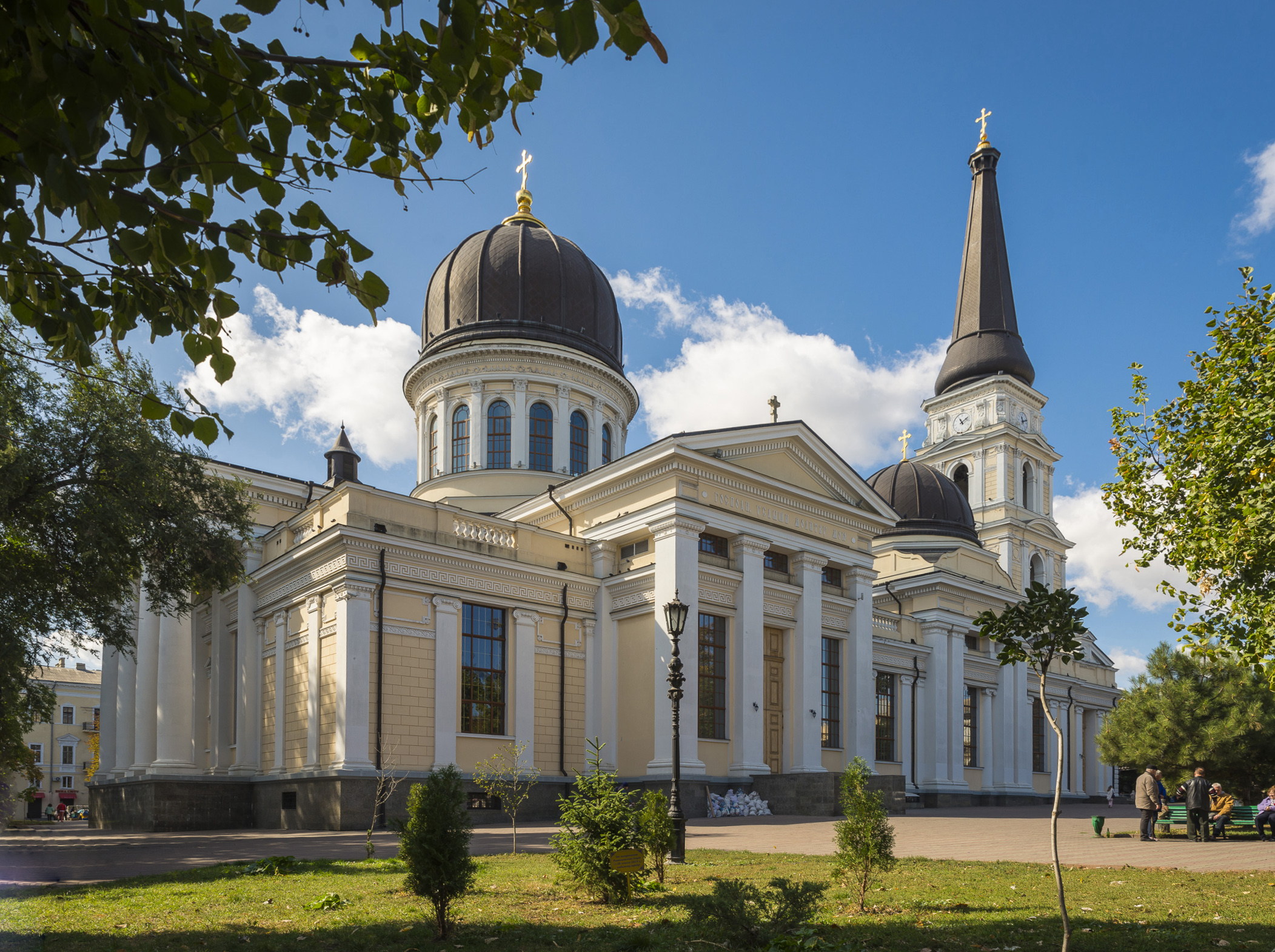
Catedrala
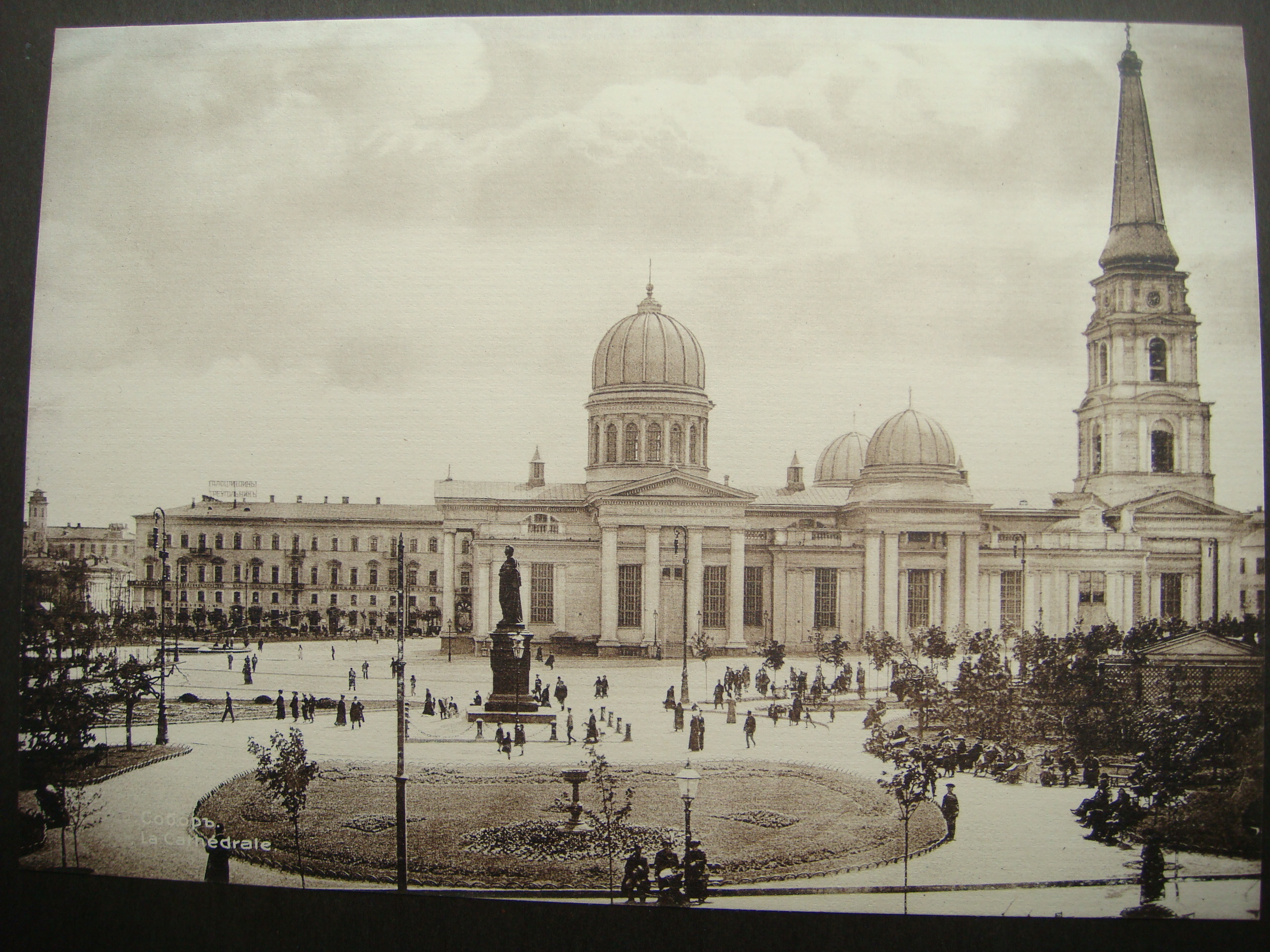
Piața Catedralei la începutul secolului XX
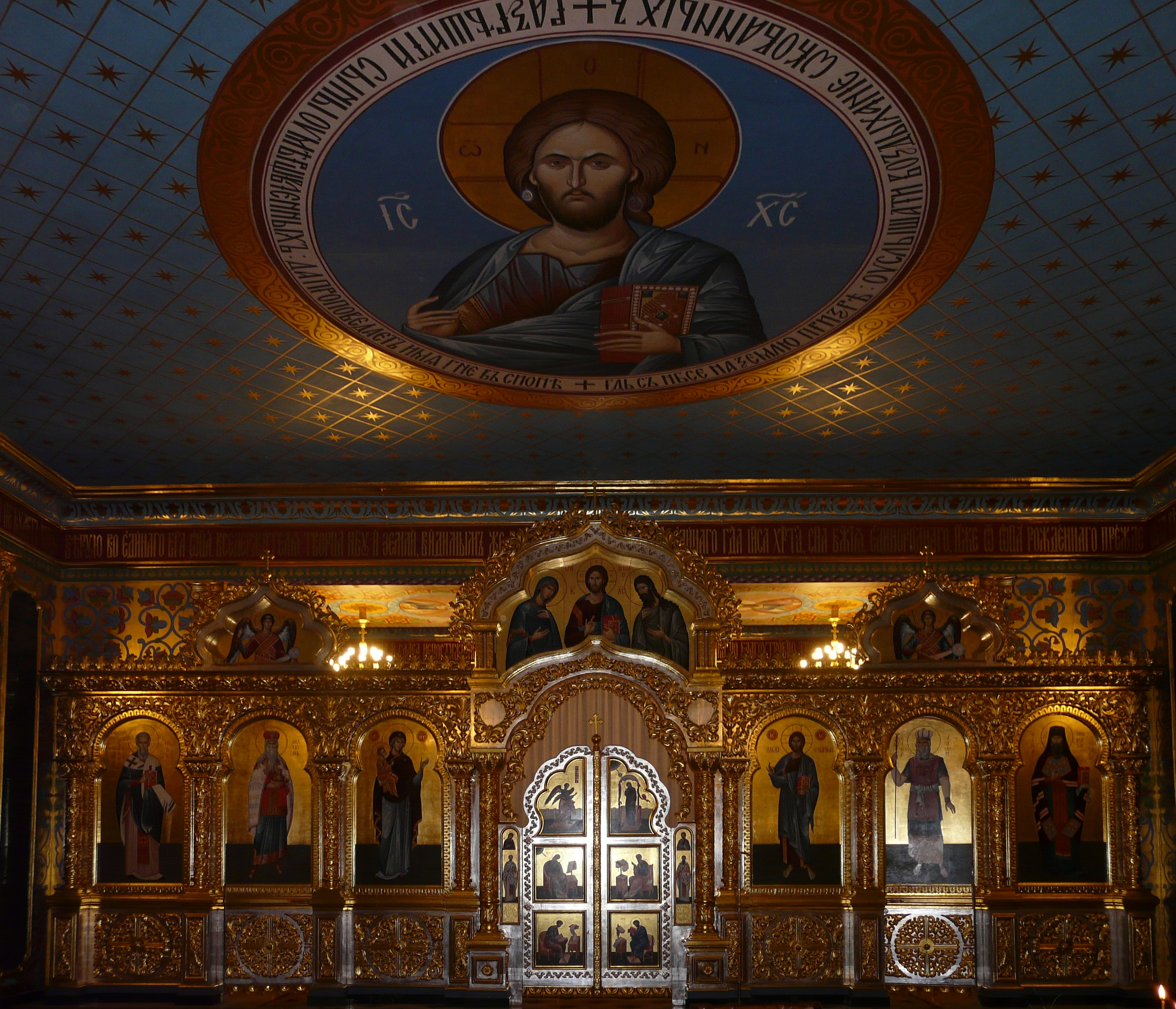
Iconostasul într-o capelă laterală